# لويس إيبرت
،لويس إيبرت (بالفرنسية: Louis Hébert)‏ هو فلاح وعطار فرنسي، ولد في عام 1575، في باريس في فرنسا، وتوفي في عام 1627، في مدينة كيبك في كندا.